# Агаронян, Аветис
Авети́с Агароня́н (арм. Աւետիս Ահարոնեան; 1866, Игдир — 20 марта 1948, Марсель, Франция) — армянский беллетрист, общественный и политический деятель, первый глава первой Армянской республики. Член партии Дашнакцутюн.
В 1926 году выдвигался А. Мейе на Нобелевскую премию по литературе.

## Биография
Родился в городе Игдир, Эриванской губернии, Российской империи (сейчас в составе Турции). Учился в епархиальной школе.
- 1886 — окончил семинарию Геворгян в Эчмиадзине, вёл преподавательскую работу в этой же семинарии, в школах Игдира и Нор Баязета.
- 1894—1896 — участвовал в оказании помощи беженцам, прибывшим в Сурмалинский уезд. В это же время опубликовал в «Мшаке» несколько рассказов, посвященных жизни беженцев.
- С 1898 — учился в Лозаннском университете, затем в течение года в Сорбоннском университете.
- 1901—1902 — участвовал в переговорах между партиями Дашнакцутюн и Гнчак об объединении.
- 1902—1905 — заведовал литературным отделом редакции газеты «Мурч» в Тифлисе.
- 1907 — участие в созванном в Голландии Конгрессе мира, которому представил требования армян относительно решения Армянского вопроса.
- 1907—1909 — директор школы Нерсисян в Тифлисе.
- 1909—1911 — арест по т. н. «делу Дашнакцутюн» и заключение в тюрьму.Карточка на Аветиса Агароняна, составленные Тифлисским губернским жандармским управлением.

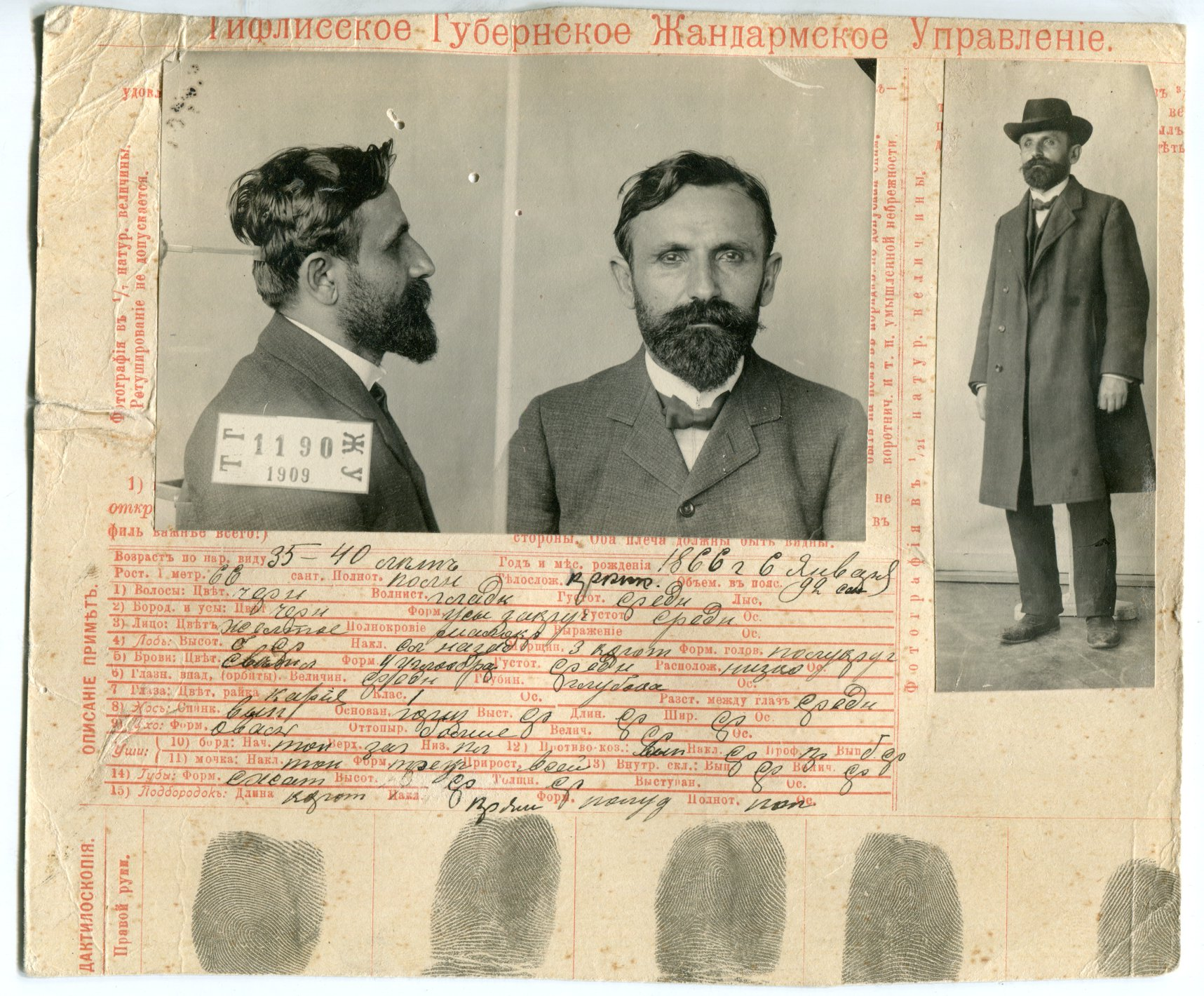
Карточка на Аветиса Агароняна, составленные Тифлисским губернским жандармским управлением.

- 1911—1916 — находился в эмиграции.
- 30 мая 1918 — 1 августа 1918 — председатель Армянского национального совета, который провозгласил независимость Армении 28 мая 1918 года.
- 5 августа 1919 — 2 декабря 1920 — председатель Парламента Республики Армения.
- 1918 — возглавлял правительственную делегацию Армении на переговорах в Константинополе.
- С 1920 года и до конца жизни находился в эмиграции, в Париже.
- 1920 — возглавлял армянскую делегацию на Парижской мирной конференции, где подписал Севрский мирный договор.
- 1921 — принимал участие в Лондонской конференции.
- 1922—1923 — принимал участие в Лозаннской конференции.

## Литературная деятельность
Начал писать в 1890-х годах, главным образом мелкие рассказы из жизни армян-беженцев, прибывших в Закавказье после сасунской резни.
В дальнейшем, под влиянием западно-европейского символизма, написал целый ряд пьес и романов: «Чёрная птица», «Долина слёз» и др. Ему принадлежат также удачные очерки и рассказы: «В Италии», «В швейцарской деревне», «На большой дороге», «На улице» и др.. Автор книги «От Сардарапата до Лозанны».
Его произведения, а особенно сборник «По пути свободы», оказали большое воздействие на армянскую общественную мысль.